# OZ Racing
La OZ è un'azienda italiana che produce cerchi in lega per automobili e motocicli fondata a Rossano Veneto in provincia di Vicenza nel 1971 da Silvano Oselladore e Pietro Zen e ora è una leader mondiale del settore dei cerchi in lega leggera aftermarket con filiali in tutto il mondo.

## Storia

### Gli albori

il vecchio logo dell'azienda

L'attività nasce in un benzinaio di Rossano Veneto, quando Silvano Oselladore e Pietro Zen costruiscono il loro primo cerchio in lega artigianale che successivamente verrà installato sulla Mini Cooper che, grazie alle partecipazioni al campionato rally, porta la piccola azienda veneta alla conoscenza del pubblico.
Nel 1978 l'azienda diventa s.p.a. e grazie all'entrata di Isnardo Carta acquisisce un capitale sociale di 210 milioni di lire. Nello stesso anno viene inaugurato un nuovo stabilimento, su 1.800 m² di superficie, a San Martino di Lupari (Padova)

### Lo sviluppo dell'azienda
Gli anni ottanta e novanta sono anni d'oro per l'azienda, nata da pochi anni e già molto conosciuta a livello nazionale, tant'è che nel 1982 diventa unico fornitore di Lamborghini. Nel 1984 nasce la OZ Racing (divisione fondata dall'Ing. Claudio Bernoni) impegnata nella produzione di ruote per le monoposto della Formula 1; la prima auto a montarle fu l'Alfa Romeo Euroracing F1 di Riccardo Patrese ed Eddie Cheever, con ruote in lega di magnesio e alluminio.
Questa nuova strada porta la conoscenza dell'azienda a livelli mondiali e nel 1989 nasce la filiale OZ Japan a Tokyo (in Giappone).

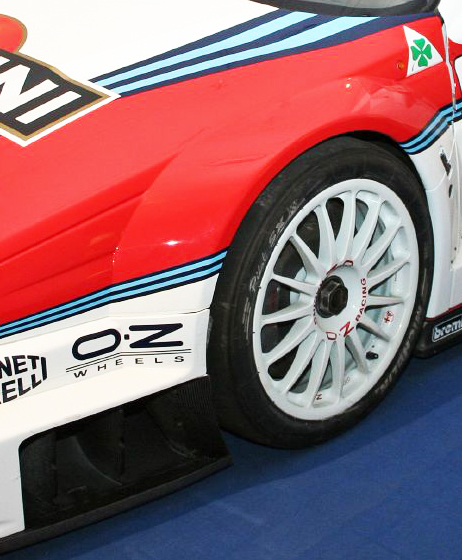
Cerchione OZ su un'Alfa Romeo 155 V6 TI da competizione

Nel 1987 l'azienda istituisce un'importante iniziativa per mondo delle competizioni automobilistiche: il premio "Ruote in Corsa". Tale premio è stato ideato proprio per segnalare i nuovi piloti emergenti ed è stato assegnato ad alcuni fra i più grandi talenti della storia delle competizioni tra cui Gordon Murray (1988), Carlos Sainz (1990), Michael Schumacher (1991), Jacques Villeneuve (1994) e Frank Williams (1996).
Nel 1991 OZ brevetta una nuova tecnica di realizzazione nel proprio campo di produzione, ovvero la OZ KIT SYSTEM, ruota a foro centrale unificato per impieghi multipli. 2 anni dopo nel 1993 nasce la filiale tedesca a Biberach: la OZ Deutschland, e l'anno seguente l'azienda dà vita al proprio centro stile. Un altro importante obiettivo raggiunto dall'azienda italiana è il conseguimento della Certificazione ISO 9001, rilasciata dalla KBA nel 1998, permettendo alla OZ di essere la prima azienda italiana ad aver ricevuto tale certificazione per l'intero ciclo di produzione.
Nel 1999 OZ Racing coopera con la casa italiana di motocicli Aprilia per la realizzazione di una nuova ruota in alluminio forgiato per moto che sarà successivamente utilizzata dalla RSV Mille R. Nel 2003 l'azienda firma un importante accordo con il designer italo-svizzero Franco Sbarro e con la Espera per la realizzazione di alcuni prototipi.

### OZ oggi
Nel 2007 OZ ha lanciato una nuova serie di prodotti ad alta tecnologia, ovvero la HLT: High Light Technology.
Oggi la sede dell'azienda occupa una superficie totale di 100.000 m² (di cui 75.000 coperti), offre una gamma di 35 varianti di cerchi in lega, divisa in 6 categorie, che si differenziano prevalentemente per le tipologia o settori dei veicoli ai quali si rivolgono; inoltre OZ è impegnata nel settore della Formula 1 con la produzione di cerchi in lega specifici per ciascun team (fornisce cerchi in lega OZ alle scuderie Mercedes AMG F1, Scuderia Ferrari e Red Bull Racing) e dispone di una vasta gamma di cerchi per le auto da rally (fornisce la quasi totalità dei team del WRC).
Tutte le ruote OZ sono certificate ed omologate dal TÜV. Le ruote dal 2015 sono omologate NAD secondo la normativa Italiana DM 20.
La sede centrale è a San Martino di Lupari, le filiali commerciali nel mondo sono 5 e numerosi i distributori mondiali (oltre 60).

logo del Brand Racing

In occasione del 35º anniversario nel 2006 è stato inaugurato il "Museo della ruota" che raccoglie tutta la produzione dei cerchi in lega OZ dal 1971 ad oggi.
Dal 1971 ad oggi tutta la fabbricazione aziendale è interamente prodotta in Italia, mantenendo alto nel mondo il valore del made in Italy.

## Partnership
OZ e Giugiaro
Nel dicembre 2006 la OZ insieme alla Italdesign di Giugiaro presentata al salone dell'auto di Los Angeles la Mustang Concept montante 4 cerchi da 20 pollici con pneumatici ribassati (anteriori: 275/40 e posteriori: 315/35). Nel 2017 OZ collabora ancora con Italdeisgn per il modello Zerouno.
OZ e Caparo
Molto importante per l'azienda italiana è stata la partecipazione allo sviluppo della Caparo T1, bolide ultraleggero (470 kg per 583 CV) in grado di arrivare da 0 a 100 km/h in 2,5 secondi sviluppato dalla Caparo Group.
OZ e F&M
Per la realizzazione della Antas, la F&M si è rivolta alla OZ per la realizzazione di cerchi scomponibili da 19". La Antas è equipaggiata con il modello "Botticelli".
OZ e Carlesso Telai
Il 5 settembre 2008 durante l'EuroBike di Friedrichshafen viene presentato in anteprima mondiale OZ499, un cerchio in carbonio per bici da corsa realizzato in collaborazione con Carlesso Telai, disponibile in edizione limitata di soli 500 pezzi.
OZ e SVS
OZ collabora alla progettazione della SVS Codatronca TS e la equipaggia con cerchi OZ alla presentazione del Top Marques di Monaco 2008

## Competizioni e vittorie
OZ collabora con numerosi team in diversi campionati e competizioni. Alcuni esempi: 
- Formula 1: Mercedes AMG Petronas Motorsport, Scuderia Ferrari, Red Bull Racing, Alpine F1 Team
- WRC: principale fornitore
- Formula E: principale fornitore[2]
- Formula 2 e Formula 3: unico fornitore
- MotoGP: HRC Repsol Honda Team, LCR Team

Dal 1985 ad oggi, i titoli mondiali vinti dai team equipaggiati da OZ sono oltre 150.